# Formel-1-Weltmeisterschaft 1985
Die Formel-1-Weltmeisterschaft 1985 war die 36. Saison der Formel-1-Weltmeisterschaft. Sie wurde über 16 Rennen in der Zeit vom 7. April 1985 bis zum 3. November 1985 ausgetragen. Alain Prost gewann zum ersten Mal die Fahrer-Weltmeisterschaft. McLaren wurde zum dritten Mal Konstrukteursweltmeister.

## Teams und Fahrer
| Foto              | Team                                | Chassis                          | Motor                                                       | Reifen | Nr.             | Stammfahrer        | Rennen       | Test-/ Ersatzfahrer                                                                               |
| ----------------- | ----------------------------------- | -------------------------------- | ----------------------------------------------------------- | ------ | --------------- | ------------------ | ------------ | ------------------------------------------------------------------------------------------------- |
| McLaren MP4/2B    | Marlboro McLaren International      | McLaren MP4/2B                   | TAG TTE PO1 1.5 V6t                                         | G      | 01              | Niki Lauda         | 1–13, 15, 16 | —                                                                                                 |
| McLaren MP4/2B    | Marlboro McLaren International      | McLaren MP4/2B                   | TAG TTE PO1 1.5 V6t                                         | G      | 01              | John Watson        | 14           | —                                                                                                 |
| McLaren MP4/2B    | Marlboro McLaren International      | McLaren MP4/2B                   | TAG TTE PO1 1.5 V6t                                         | G      | 02              | Alain Prost        | 1–16         | —                                                                                                 |
| Tyrrell 014       | Tyrrell Racing Organisation         | Tyrrell 012 Tyrrell 014          | Ford Cosworth DFV 3.0 V8 Renault EF4B 1.5 V6t               | G      | 03              | Martin Brundle     | 1–8, 11–16   | —                                                                                                 |
| Tyrrell 014       | Tyrrell Racing Organisation         | Tyrrell 012 Tyrrell 014          | Ford Cosworth DFV 3.0 V8 Renault EF4B 1.5 V6t               | G      | 03              | Stefan Bellof      | 9, 10        | —                                                                                                 |
| Tyrrell 014       | Tyrrell Racing Organisation         | Tyrrell 012 Tyrrell 014          | Ford Cosworth DFV 3.0 V8 Renault EF4B 1.5 V6t               | G      | 04              | Stefan Johansson   | 1            | —                                                                                                 |
| Tyrrell 014       | Tyrrell Racing Organisation         | Tyrrell 012 Tyrrell 014          | Ford Cosworth DFV 3.0 V8 Renault EF4B 1.5 V6t               | G      | 04              | Stefan Bellof      | 2–8, 11      | —                                                                                                 |
| Tyrrell 014       | Tyrrell Racing Organisation         | Tyrrell 012 Tyrrell 014          | Ford Cosworth DFV 3.0 V8 Renault EF4B 1.5 V6t               | G      | 04              | Martin Brundle     | 9, 10        | —                                                                                                 |
| Tyrrell 014       | Tyrrell Racing Organisation         | Tyrrell 012 Tyrrell 014          | Ford Cosworth DFV 3.0 V8 Renault EF4B 1.5 V6t               | G      | 04              | Ivan Capelli       | 14, 16       | —                                                                                                 |
| Tyrrell 014       | Tyrrell Racing Organisation         | Tyrrell 012 Tyrrell 014          | Ford Cosworth DFV 3.0 V8 Renault EF4B 1.5 V6t               | G      | 04              | Philippe Streiff   | 15           | —                                                                                                 |
| Williams FW10     | Canon Williams Honda Team           | Williams FW10                    | Honda RA164E 1.5 V6t                                        | G      | 05              | Nigel Mansell      | 1–16         | —                                                                                                 |
| Williams FW10     | Canon Williams Honda Team           | Williams FW10                    | Honda RA164E 1.5 V6t                                        | G      | 06              | Keke Rosberg       | 1–16         | —                                                                                                 |
| Brabham BT54      | Motor Racing Developments           | Brabham BT54                     | BMW M12/13 1.5 L4t                                          | P      | 07              | Nelson Piquet      | 1–16         | Emanuele Pirro Willy T. Ribbs                                                                     |
| Brabham BT54      | Motor Racing Developments           | Brabham BT54                     | BMW M12/13 1.5 L4t                                          | P      | 08              | François Hesnault  | 1–4          | Emanuele Pirro Willy T. Ribbs                                                                     |
| Brabham BT54      | Motor Racing Developments           | Brabham BT54                     | BMW M12/13 1.5 L4t                                          | P      | 08              | Marc Surer         | 5–16         | Emanuele Pirro Willy T. Ribbs                                                                     |
| RAM 03            | Skoal Bandit Formula 1 Team         | RAM 03                           | Hart 415T 1.5 L4t                                           | P      | 09              | Manfred Winkelhock | 1–9          | —                                                                                                 |
| RAM 03            | Skoal Bandit Formula 1 Team         | RAM 03                           | Hart 415T 1.5 L4t                                           | P      | 09              | Philippe Alliot    | 10–14        | —                                                                                                 |
| RAM 03            | Skoal Bandit Formula 1 Team         | RAM 03                           | Hart 415T 1.5 L4t                                           | P      | 10              | Philippe Alliot    | 1–9          | —                                                                                                 |
| RAM 03            | Skoal Bandit Formula 1 Team         | RAM 03                           | Hart 415T 1.5 L4t                                           | P      | 10              | Kenny Acheson      | 10–12        | —                                                                                                 |
| Lotus 97T         | John Player Special Team Lotus      | Lotus 97T                        | Renault EF15 1.5 V6t                                        | G      | 11              | Elio de Angelis    | 1–16         | —                                                                                                 |
| Lotus 97T         | John Player Special Team Lotus      | Lotus 97T                        | Renault EF15 1.5 V6t                                        | G      | 12              | Ayrton Senna       | 1–16         | —                                                                                                 |
| Renault RE60      | Equipe Renault Elf                  | Renault RE60 Renault RE60B       | Renault EF4B 1.5 V6t Renault EF15 1.5 V6t                   | G      | 14              | François Hesnault  | 9            | —                                                                                                 |
| Renault RE60      | Equipe Renault Elf                  | Renault RE60 Renault RE60B       | Renault EF4B 1.5 V6t Renault EF15 1.5 V6t                   | G      | 15              | Patrick Tambay     | 1–14, 16     | —                                                                                                 |
| Renault RE60      | Equipe Renault Elf                  | Renault RE60 Renault RE60B       | Renault EF4B 1.5 V6t Renault EF15 1.5 V6t                   | G      | 16              | Derek Warwick      | 1–14, 16     | —                                                                                                 |
| Arrows A8         | Barclay Arrows BMW                  | Arrows A8                        | BMW M12/13 1.5 L4t                                          | G      | 17              | Gerhard Berger     | 1–16         | —                                                                                                 |
| Arrows A8         | Barclay Arrows BMW                  | Arrows A8                        | BMW M12/13 1.5 L4t                                          | G      | 18              | Thierry Boutsen    | 1–16         | —                                                                                                 |
| Toleman TG185     | Toleman Group Motorsport            | Toleman TG185                    | Hart 415T 1.5 L4t                                           | P      | 19              | Teo Fabi           | 4–16         | Oscar Larrauri Alessandro Nannini Luis Pérez-Sala Emanuele Pirro Gabriele Tarquini Volker Weidler |
| Toleman TG185     | Toleman Group Motorsport            | Toleman TG185                    | Hart 415T 1.5 L4t                                           | P      | 20              | Piercarlo Ghinzani | 10–16        | Oscar Larrauri Alessandro Nannini Luis Pérez-Sala Emanuele Pirro Gabriele Tarquini Volker Weidler |
| Spirit 101D       | Spirit Enterprises Ltd              | Spirit 101D                      | Hart 415T 1.5 L4t                                           | P      | 21              | Mauro Baldi        | 1–3          | —                                                                                                 |
| Alfa Romeo 185T   | Benetton Team Alfa Romeo            | Alfa Romeo 185T Alfa Romeo 184TB | Alfa Romeo 890T 1.5 V8t                                     | G      | 22              | Riccardo Patrese   | 1–16         | Giorgio Francia                                                                                   |
| Alfa Romeo 185T   | Benetton Team Alfa Romeo            | Alfa Romeo 185T Alfa Romeo 184TB | Alfa Romeo 890T 1.5 V8t                                     | G      | 23              | Eddie Cheever      | 1–16         | Giorgio Francia                                                                                   |
|                   | Osella Squadra Corse                | Osella FA1F                      | Alfa Romeo 890T 1.5 V8t                                     | P      | 24              | Piercarlo Ghinzani | 1–8          | Giorgio Francia                                                                                   |
| Huub Rothengatter | Osella Squadra Corse                | Osella FA1F                      | Alfa Romeo 890T 1.5 V8t                                     | P      | 24              | 9–16               |              | Giorgio Francia                                                                                   |
|                   | Équipe Ligier Equipe Ligier Gitanes | Ligier JS25                      | Renault EF4B 1.5 V6t                                        | P      | 25              | Andrea de Cesaris  | 1–11         | Michel Ferté                                                                                      |
| Philippe Streiff  | Équipe Ligier Equipe Ligier Gitanes | Ligier JS25                      | Renault EF4B 1.5 V6t                                        | P      | 25              | 12–14, 16          |              | Michel Ferté                                                                                      |
| 26                | Équipe Ligier Equipe Ligier Gitanes | Ligier JS25                      | Renault EF4B 1.5 V6t                                        | P      | Jacques Laffite | 1–14, 16           |              | Michel Ferté                                                                                      |
| Ferrari 156/85    | Scuderia Ferrari SpA SEFAC          | Ferrari 156/85                   | Ferrari 031 1.5 V6t                                         | G      | 27              | Michele Alboreto   | 1–16         | Johnny Dumfries                                                                                   |
| Ferrari 156/85    | Scuderia Ferrari SpA SEFAC          | Ferrari 156/85                   | Ferrari 031 1.5 V6t                                         | G      | 28              | René Arnoux        | 1            | Johnny Dumfries                                                                                   |
| Ferrari 156/85    | Scuderia Ferrari SpA SEFAC          | Ferrari 156/85                   | Ferrari 031 1.5 V6t                                         | G      | 28              | Stefan Johansson   | 2–16         | Johnny Dumfries                                                                                   |
| Minardi M185      | Minardi Team SpA                    | Minardi M185                     | Ford Cosworth DFV 3.0 V8 Motori Moderni Tipo 615-90 1.5 V6t | P      | 29              | Pierluigi Martini  | 1–16         | Michele Alboreto                                                                                  |
| Zakspeed 841      | West Zakspeed Racing                | Zakspeed 841                     | Zakspeed 1500/4 1.5 L4t                                     | G      | 30              | Jonathan Palmer    | 2–4, 7–11    | —                                                                                                 |
| Zakspeed 841      | West Zakspeed Racing                | Zakspeed 841                     | Zakspeed 1500/4 1.5 L4t                                     | G      | 30              | Christian Danner   | 13, 14       | —                                                                                                 |
| Lola THL1         | Team Haas Ltd                       | Lola THL1                        | Hart 415T 1.5 L4t                                           | G      | 33              | Alan Jones         | 12, 14-16    | —                                                                                                 |

## Rennkalender
| Nr. | Datum         | Grand Prix (Strecke)         | Distanz (km) | Sieger                            | Zweiter                           | Dritter                           | Pole- Position                    | Schnellste Rennrunde              | Gesamtführender Fahrer            | Gesamtführender Konstrukteur |
| --- | ------------- | ---------------------------- | ------------ | --------------------------------- | --------------------------------- | --------------------------------- | --------------------------------- | --------------------------------- | --------------------------------- | ---------------------------- |
| 01  | 7. April      | Brasilien (Jacarepaguá)      | 306,891      | Alain Prost (McLaren-TAG-Porsche) | Michele Alboreto (Ferrari)        | Elio de Angelis (Lotus-Renault)   | Michele Alboreto (Ferrari)        | Alain Prost (McLaren-TAG-Porsche) | Alain Prost (McLaren-TAG-Porsche) | McLaren-TAG-Porsche          |
| 02  | 21. April     | Portugal (Estoril)           | 291,450      | Ayrton Senna (Lotus-Renault)      | Michele Alboreto (Ferrari)        | Patrick Tambay (Renault)          | Ayrton Senna (Lotus-Renault)      | Ayrton Senna (Lotus-Renault)      | Michele Alboreto (Ferrari)        | Lotus-Renault                |
| 03  | 5. Mai        | San Marino (Imola)           | 302,400      | Elio de Angelis (Lotus-Renault)   | Thierry Boutsen (Arrows-BMW)      | Patrick Tambay (Renault)          | Ayrton Senna (Lotus-Renault)      | Michele Alboreto (Ferrari)        | Elio de Angelis (Lotus-Renault)   | Lotus-Renault                |
| 04  | 19. Mai       | Monaco (Monte Carlo)         | 258,336      | Alain Prost (McLaren-TAG-Porsche) | Michele Alboreto (Ferrari)        | Elio de Angelis (Lotus-Renault)   | Ayrton Senna (Lotus-Renault)      | Michele Alboreto (Ferrari)        | Elio de Angelis (Lotus-Renault)   | Lotus-Renault                |
| 05  | 16. Juni      | Kanada (Montréal)            | 308,700      | Michele Alboreto (Ferrari)        | Stefan Johansson (Ferrari)        | Alain Prost (McLaren-TAG-Porsche) | Elio de Angelis (Lotus-Renault)   | Ayrton Senna (Lotus-Renault)      | Michele Alboreto (Ferrari)        | Ferrari                      |
| 06  | 23. Juni      | USA Ost (Detroit)            | 253,449      | Keke Rosberg (Williams-Honda)     | Stefan Johansson (Ferrari)        | Michele Alboreto (Ferrari)        | Ayrton Senna (Lotus-Renault)      | Ayrton Senna (Lotus-Renault)      | Michele Alboreto (Ferrari)        | Ferrari                      |
| 07  | 7. Juli       | Frankreich (Le Castellet)    | 307,930      | Nelson Piquet (Brabham-BMW)       | Keke Rosberg (Williams-Honda)     | Alain Prost (McLaren-TAG-Porsche) | Keke Rosberg (Williams-Honda)     | Keke Rosberg (Williams-Honda)     | Michele Alboreto (Ferrari)        | Ferrari                      |
| 08  | 21. Juli      | Großbritannien (Silverstone) | 306,735      | Alain Prost (McLaren-TAG-Porsche) | Michele Alboreto (Ferrari)        | Jacques Laffite (Ligier-Renault)  | Keke Rosberg (Williams-Honda)     | Alain Prost (McLaren-TAG-Porsche) | Michele Alboreto (Ferrari)        | Ferrari                      |
| 09  | 4. August     | Deutschland (Nürburg)        | 304,314      | Michele Alboreto (Ferrari)        | Alain Prost (McLaren-TAG-Porsche) | Jacques Laffite (Ligier-Renault)  | Teo Fabi (Arrows-BMW)             | Niki Lauda (McLaren-TAG-Porsche)  | Michele Alboreto (Ferrari)        | Ferrari                      |
| 10  | 18. August    | Österreich (Spielberg)       | 308,984      | Alain Prost (McLaren-TAG-Porsche) | Ayrton Senna (Lotus-Renault)      | Michele Alboreto (Ferrari)        | Alain Prost (McLaren-TAG-Porsche) | Alain Prost (McLaren-TAG-Porsche) | Alain Prost (McLaren-TAG-Porsche) | Ferrari                      |
| 11  | 25. August    | Niederlande (Zandvoort)      | 297,640      | Niki Lauda (McLaren-TAG-Porsche)  | Alain Prost (McLaren-TAG-Porsche) | Ayrton Senna (Lotus-Renault)      | Nelson Piquet (Brabham-BMW)       | Alain Prost (McLaren-TAG-Porsche) | Alain Prost (McLaren-TAG-Porsche) | Ferrari                      |
| 12  | 8. September  | Italien (Monza)              | 295,800      | Alain Prost (McLaren-TAG-Porsche) | Nelson Piquet (Brabham-BMW)       | Ayrton Senna (Lotus-Renault)      | Ayrton Senna (Lotus-Renault)      | Nigel Mansell (Williams-Honda)    | Alain Prost (McLaren-TAG-Porsche) | McLaren-TAG-Porsche          |
| 13  | 15. September | Belgien (Spa-Francorchamps)  | 298,420      | Ayrton Senna (Lotus-Renault)      | Nigel Mansell (Williams-Honda)    | Alain Prost (McLaren-TAG-Porsche) | Alain Prost (McLaren-TAG-Porsche) | Alain Prost (McLaren-TAG-Porsche) | Alain Prost (McLaren-TAG-Porsche) | McLaren-TAG-Porsche          |
| 14  | 6. Oktober    | Europa (West Kingsdown)      | 315,525      | Nigel Mansell (Williams-Honda)    | Ayrton Senna (Lotus-Renault)      | Keke Rosberg (Williams-Honda)     | Ayrton Senna (Lotus-Renault)      | Jacques Laffite (Ligier-Renault)  | Alain Prost (McLaren-TAG-Porsche) | McLaren-TAG-Porsche          |
| 15  | 19. Oktober   | Südafrika (Midrand)          | 307,800      | Nigel Mansell (Williams-Honda)    | Keke Rosberg (Williams-Honda)     | Alain Prost (McLaren-TAG-Porsche) | Nigel Mansell (Williams-Honda)    | Keke Rosberg (Williams-Honda)     | Alain Prost (McLaren-TAG-Porsche) | McLaren-TAG-Porsche          |
| 16  | 3. November   | Australien (Adelaide)        | 309,960      | Keke Rosberg (Williams-Honda)     | Jacques Laffite (Ligier-Renault)  | Philippe Streiff (Ligier-Renault) | Ayrton Senna (Lotus-Renault)      | Keke Rosberg (Williams-Honda)     | Alain Prost (McLaren-TAG-Porsche) | McLaren-TAG-Porsche          |

## Rennberichte

### Großer Preis von Brasilien
| Platz | Fahrer           | Team                | Zeit        |
| ----- | ---------------- | ------------------- | ----------- |
| 1     | Alain Prost      | McLaren-TAG-Porsche | 1:41:26,115 |
| 2     | Michele Alboreto | Ferrari             | + 3,259     |
| 3     | Elio de Angelis  | Lotus-Renault       | + 1 Runde   |
| PP    | Michele Alboreto | Ferrari             | 1:27,768    |
| SR    | Alain Prost      | McLaren-TAG-Porsche | 1:36,702    |

Der Große Preis von Brasilien auf dem Autódromo Internacional Nelson Piquet in Jacarepaguá, einem Vorort von Rio de Janeiro in Brasilien fand am 7. April 1985 statt und ging über 61 Runden (306,891 km).

### Großer Preis von Portugal
| Platz | Fahrer           | Team          | Zeit        |
| ----- | ---------------- | ------------- | ----------- |
| 1     | Ayrton Senna     | Lotus-Renault | 2:00:28,006 |
| 2     | Michele Alboreto | Ferrari       | + 1:02,978  |
| 3     | Patrick Tambay   | Renault       | + 1 Runde   |
| PP    | Ayrton Senna     | Lotus-Renault | 1:21,007    |
| SR    | Ayrton Senna     | Lotus-Renault | 1:44,121    |

Der Große Preis von Portugal in Estoril fand am 21. April 1985 statt und ging über eine Distanz von 67 Runden (291,45 km).

### Großer Preis von San Marino
| Platz | Fahrer           | Team          | Zeit        |
| ----- | ---------------- | ------------- | ----------- |
| 1     | Elio de Angelis  | Lotus-Renault | 1:34:36,955 |
| 2     | Thierry Boutsen  | Arrows-BMW    | + 1 Runde   |
| 3     | Patrick Tambay   | Renault       | + 1 Runde   |
| PP    | Ayrton Senna     | Lotus-Renault | 1:27,327    |
| SR    | Michele Alboreto | Ferrari       | 1:30,961    |

Der Große Preis von San Marino in Imola fand am 5. Mai 1985 statt und ging über 60 Runden (302,4 km).
Alain Prost kam als Erster ins Ziel, wurde aber nach dem Rennen wegen zu niedrigen Gewichts des Wagens disqualifiziert.

### Großer Preis von Monaco
| Platz | Fahrer           | Team                | Zeit        |
| ----- | ---------------- | ------------------- | ----------- |
| 1     | Alain Prost      | McLaren-TAG-Porsche | 1:51:58,034 |
| 2     | Michele Alboreto | Ferrari             | + 7,541     |
| 3     | Elio de Angelis  | Lotus-Renault       | + 1:27,171  |
| PP    | Ayrton Senna     | Lotus-Renault       | 1:20,450    |
| SR    | Michele Alboreto | Ferrari             | 1:22,637    |

Der Große Preis von Monaco in Monte Carlo fand am 19. Mai 1985 statt und ging über 78 Runden (258,336 km).

### Großer Preis von Kanada
| Platz | Fahrer           | Team                | Zeit        |
| ----- | ---------------- | ------------------- | ----------- |
| 1     | Michele Alboreto | Ferrari             | 1:46:01,813 |
| 2     | Stefan Johansson | Ferrari             | + 1,957     |
| 3     | Alain Prost      | McLaren-TAG-Porsche | + 4,341     |
| PP    | Elio de Angelis  | Lotus-Renault       | 1:24,567    |
| SR    | Ayrton Senna     | Lotus-Renault       | 1:27,445    |

Der Große Preis von Kanada in Montreal fand am 16. Juni 1985 statt und ging über eine Distanz von 70 Runden (308,7 km).

### Großer Preis der USA Ost
| Platz | Fahrer           | Team           | Zeit        |
| ----- | ---------------- | -------------- | ----------- |
| 1     | Keke Rosberg     | Williams-Honda | 1:55:39,851 |
| 2     | Stefan Johansson | Ferrari        | + 57,549    |
| 3     | Michele Alboreto | Ferrari        | + 1:03,170  |
| PP    | Ayrton Senna     | Lotus-Renault  | 1:42,051    |
| SR    | Ayrton Senna     | Lotus-Renault  | 1:45,612    |

Der Große Preis der USA Ost auf dem Detroit Street Circuit in Detroit, Michigan fand am 23. Juni 1985 statt und ging über eine Distanz von 63 Runden (253,449 km).

### Großer Preis von Frankreich
| Platz | Fahrer        | Team                | Zeit        |
| ----- | ------------- | ------------------- | ----------- |
| 1     | Nelson Piquet | Brabham-BMW         | 1:31,46.266 |
| 2     | Keke Rosberg  | Williams-Honda      | + 6,660     |
| 3     | Alain Prost   | McLaren-TAG-Porsche | + 9,285     |
| PP    | Keke Rosberg  | Williams-Honda      | 1:32,462    |
| SR    | Keke Rosberg  | Williams-Honda      | 1:39,914    |

Der Große Preis von Frankreich auf dem Circuit Paul Ricard fand am 7. Juli 1985 statt und ging über eine Distanz von 53 Runden (307,93 km).

### Großer Preis von Großbritannien
| Platz | Fahrer           | Team                | Zeit        |
| ----- | ---------------- | ------------------- | ----------- |
| 1     | Alain Prost      | McLaren-TAG-Porsche | 1:18:10,436 |
| 2     | Michele Alboreto | Ferrari             | + 1 Runde   |
| 3     | Jacques Laffite  | Ligier-Renault      | + 1 Runde   |
| PP    | Keke Rosberg     | Williams-Honda      | 1:05,591    |
| SR    | Alain Prost      | McLaren-TAG-Porsche | 1:09,886    |

Der Große Preis von Großbritannien in Silverstone fand am 21. Juli 1985 statt und ging über eine Distanz von 65 Runden (306,735 km).

### Großer Preis von Deutschland
| Platz | Fahrer           | Team                | Zeit        |
| ----- | ---------------- | ------------------- | ----------- |
| 1     | Michele Alboreto | Ferrari             | 1:35:31,337 |
| 2     | Alain Prost      | McLaren-TAG-Porsche | + 11,661    |
| 3     | Jacques Laffite  | Ligier-Renault      | + 51,154    |
| PP    | Teo Fabi         | Toleman-Hart        | 1:17,429    |
| SR    | Niki Lauda       | McLaren-TAG-Porsche | 1:22,806    |

Der Große Preis von Deutschland auf dem Nürburgring fand am 4. August 1985 statt und ging über eine Distanz von 67 Runden (304,314 km).

### Großer Preis von Österreich
| Platz | Fahrer           | Team                | Zeit        |
| ----- | ---------------- | ------------------- | ----------- |
| 1     | Alain Prost      | McLaren-TAG-Porsche | 1:20:12,583 |
| 2     | Ayrton Senna     | Lotus-Renault       | + 30,002    |
| 3     | Michele Alboreto | Ferrari             | + 34,356    |
| PP    | Alain Prost      | McLaren-TAG-Porsche | 1:25,490    |
| SR    | Alain Prost      | McLaren-TAG-Porsche | 1:29,241    |

Der Große Preis von Österreich auf dem Österreichring in Zeltweg fand am 18. August 1985 statt und ging über eine Distanz von 52 Runden (308,984 km).

### Großer Preis der Niederlande
| Platz | Fahrer        | Team                | Zeit        |
| ----- | ------------- | ------------------- | ----------- |
| 1     | Niki Lauda    | McLaren-TAG-Porsche | 1:32:29,263 |
| 2     | Alain Prost   | McLaren-TAG-Porsche | + 0,232     |
| 3     | Ayrton Senna  | Lotus-Renault       | + 48,491    |
| PP    | Nelson Piquet | Brabham-BMW         | 1:11,074    |
| SR    | Alain Prost   | McLaren-TAG-Porsche | 1:16,538    |

Der Große Preis der Niederlande in Zandvoort fand am 25. August 1985 statt und ging über eine Distanz von 70 Runden (297,64 km).

### Großer Preis von Italien
| Platz | Fahrer        | Team                | Zeit        |
| ----- | ------------- | ------------------- | ----------- |
| 1     | Alain Prost   | McLaren-TAG-Porsche | 1:17:59,451 |
| 2     | Nelson Piquet | Brabham-BMW         | + 51,635    |
| 3     | Ayrton Senna  | Lotus-Renault       | + 1:00,390  |
| PP    | Ayrton Senna  | Lotus-Renault       | 1:25,084    |
| SR    | Nigel Mansell | Williams-Honda      | 1:28,283    |

Der Große Preis von Italien in Monza fand am 8. September 1985 statt und ging über eine Distanz von 51 Runden (295,80 km).

### Großer Preis von Belgien
| Platz | Fahrer        | Team                | Zeit        |
| ----- | ------------- | ------------------- | ----------- |
| 1     | Ayrton Senna  | Lotus-Renault       | 1:34:19,893 |
| 2     | Nigel Mansell | Williams-Honda      | + 28,422    |
| 3     | Alain Prost   | McLaren-TAG-Porsche | + 55,109    |
| PP    | Alain Prost   | McLaren-TAG-Porsche | 1:55,306    |
| SR    | Alain Prost   | McLaren-TAG-Porsche | 2:01,730    |

Der Große Preis von Belgien in Spa-Francorchamps fand am 15. September 1985 statt und ging über eine Distanz von 43 Runden (298,42 km).

### Großer Preis von Europa
| Platz | Fahrer          | Team           | Zeit        |
| ----- | --------------- | -------------- | ----------- |
| 1     | Nigel Mansell   | Williams-Honda | 1:32:58,109 |
| 2     | Ayrton Senna    | Lotus-Renault  | + 21,396    |
| 3     | Keke Rosberg    | Williams-Honda | + 58,533    |
| PP    | Ayrton Senna    | Lotus-Renault  | 1:07,169    |
| SR    | Jacques Laffite | Ligier-Renault | 1:11,526    |

Der Große Preis von Europa in Brands Hatch fand am 6. Oktober 1985 statt und ging über eine Distanz von 75 Runden (315,525 km).

### Großer Preis von Südafrika
| Platz | Fahrer        | Team                | Zeit        |
| ----- | ------------- | ------------------- | ----------- |
| 1     | Nigel Mansell | Williams-Honda      | 1:28:22,866 |
| 2     | Keke Rosberg  | Williams-Honda      | + 7,572     |
| 3     | Alain Prost   | McLaren-TAG-Porsche | + 1:51,794  |
| PP    | Nigel Mansell | Williams-Honda      | 1:02,366    |
| SR    | Keke Rosberg  | Williams-Honda      | 1:08,149    |

Der Große Preis von Südafrika auf dem Kyalami Grand Prix Circuit fand am 19. Oktober 1985 statt und ging über eine Distanz von 75 Runden (307,8 km).

### Großer Preis von Australien
| Platz | Fahrer           | Team           | Zeit        |
| ----- | ---------------- | -------------- | ----------- |
| 1     | Keke Rosberg     | Williams-Honda | 2:00:40,473 |
| 2     | Jacques Laffite  | Ligier-Renault | + 46,130    |
| 3     | Philippe Streiff | Ligier-Renault | + 1:28,536  |
| PP    | Ayrton Senna     | Lotus-Renault  | 1:19,843    |
| SR    | Keke Rosberg     | Williams-Honda | 1:23,758    |

Der Große Preis von Australien in Adelaide fand am 3. November 1985 statt und ging über eine Distanz von 82 Runden (309,96 km).

## Weltmeisterschaftswertungen
| Platz  | 1 | 2 | 3 | 4 | 5 | 6 |
| Punkte | 9 | 6 | 4 | 3 | 2 | 1 |

In der Fahrerwertung wurden die besten elf Resultate, in der Konstrukteurswertung alle Resultate gewertet.

### Fahrerwertung
| Pos. | Fahrer          | Konstrukteur                |     |     |     |     |     |     |     |     |     |     |     |     |     |     |     |     | Punkte  |
| 1    | A. Prost        | McLaren-TAG-Porsche         | 1   | DNF | DSQ | 1   | 3   | DNF | 3   | 1   | 2   | 1   | 2   | 1   | 3   | (4) | 3   | DNF | 73 (76) |
| 2    | M. Alboreto     | Ferrari                     | 2   | 2   | DNF | 2   | 1   | 3   | DNF | 2   | 1   | 3   | 4   | 13* | DNF | DNF | DNF | DNF | 53      |
| 3    | K. Rosberg      | Williams-Honda              | DNF | DNF | DNF | 8   | 4   | 1   | 2   | DNF | 12* | DNF | DNF | DNF | 4   | 3   | 2   | 1   | 40      |
| 4    | A. Senna        | Lotus-Renault               | DNF | 1   | 7*  | DNF | 16  | DNF | DNF | 10* | DNF | 2   | 3   | 3   | 1   | 2   | DNF | DNF | 38      |
| 5    | E. de Angelis   | Lotus-Renault               | 3   | 4   | 1   | 3   | 5   | 5   | 5   | NC  | DNF | 5   | 5   | 6   | DNF | 5   | DNF | DSQ | 33      |
| 6    | N. Mansell      | Williams-Honda              | DNF | 5   | 5   | 7   | 6   | DNF | DNS | DNF | 6   | DNF | 6   | 11* | 2   | 1   | 1   | DNF | 31      |
| 7    | S. Johansson    | Ligier-Renault              | 7   |     |     |     |     |     |     |     |     |     |     |     |     |     |     |     | 26      |
| 7    | S. Johansson    | Ferrari                     |     | 8   | 6*  | DNF | 2   | 2   | 4   | DNF | 9   | 4   | DNF | 5   | DNF | DNF | 4   | 5   | 26      |
| 8    | N. Piquet       | Brabham-BMW                 | DNF | DNF | 8*  | DNF | DNF | 6   | 1   | 4   | DNF | DNF | 8   | 2   | 5   | DNF | DNF | DNF | 21      |
| 9    | J. Laffite      | Ligier-Renault              | 6   | DNF | DNF | 6   | 8   | 12  | DNF | 3   | 3   | DNF | DNF | DNF | 11* | DNF |     | 2   | 16      |
| 10   | N. Lauda        | McLaren-TAG-Porsche         | DNF | DNF | 4   | DNF | DNF | DNF | DNF | DNF | 5   | DNF | 1   | DNF | DNS |     | DNF | DNF | 14      |
| 11   | T. Boutsen      | Arrows-BMW                  | 11  | DNF | 2   | 9   | 9   | 7   | 9   | DNF | 4   | 8   | DNF | 9   | 10  | 6   | 6   | DNF | 11      |
| 12   | P. Tambay       | Renault                     | 5   | 3   | 3   | DNF | 7   | DNF | 6   | DNF | DNF | 10* | DNF | 7   | DNF | 12  |     | DNF | 11      |
| 13   | M. Surer        | Brabham-BMW                 |     |     |     |     | 15  | 8   | 8   | 6   | DNF | 6   | 10* | 4   | 8   | 13* | DNF | DNF | 5       |
| 14   | D. Warwick      | Renault                     | 10  | 7   | 10* | 5   | DNF | DNF | 7   | 5   | DNF | DNF | DNF | DNF | 6   | DNF |     | DNF | 5       |
| 15   | P. Streiff      | Ligier-Renault              |     |     |     |     |     |     |     |     |     |     |     | 10  | 9   | 8   |     | 3   | 4       |
| 15   | P. Streiff      | Tyrrell-Renault             |     |     |     |     |     |     |     |     |     |     |     |     |     |     | DNF |     | 4       |
| 16   | S. Bellof       | Tyrrell-Ford/-Renault       |     | 6   | DNF | DNQ | 11  | 4   | 13  | 11  | 8   | 7*  | DNF |     |     |     |     |     | 4       |
| 17   | A. de Cesaris   | Ligier-Renault              | DNF | DNF | DNF | 4   | 14  | 10  | DNF | DNF | DNF | DNF | DNF |     |     |     |     |     | 3       |
| 18   | R. Arnoux       | Ferrari                     | 4   |     |     |     |     |     |     |     |     |     |     |     |     |     |     |     | 3       |
| 19   | I. Capelli      | Tyrrell-Renault             |     |     |     |     |     |     |     |     |     |     |     |     |     | DNF |     | 4   | 3       |
| 20   | G. Berger       | Arrows-BMW                  | DNF | DNF | DNF | DNF | 13  | 11  | DNF | 8   | 7   | DNF | 9   | DNF | 7   | 10  | 5   | 6   | 3       |
| 21   | M. Brundle      | Tyrrell-Ford/-Renault       | 8   | DNF | 9*  | 10  | 12  | DNF | DNF | 7   | 10  | DNQ | 7   | 8   | 13  | DNF | 7   | NC  | 0       |
| 22   | H. Rothengatter | Osella-Alfa Romeo           |     |     |     |     |     |     |     |     | DNF | 9   | NC  | DNF | NC  | DNQ | DNF | 7   | 0       |
| 23   | J. Watson       | McLaren-TAG-Porsche         |     |     |     |     |     |     |     |     |     |     |     |     |     | 7   |     |     | 0       |
| 24   | P. Martini      | Minardi-Ford/Motori Moderni | DNF | DNF | DNF | DNQ | DNF | DNF | DNF | DNF | 11* | DNF | DNF | DNF | 12  | DNF | DNF | 8   | 0       |
| 25   | R. Patrese      | Alfa Romeo                  | DNF | DNF | DNF | DNF | 10  | DNF | 11  | 9   | DNF | DNF | DNF | DNF | DNF | 9   | DNF | DNF | 0       |
| 26   | E. Cheever      | Alfa Romeo                  | DNF | DNF | DNF | DNF | 17  | 9   | 10  | DNF | DNF | DNF | DNF | DNF | DNF | 11  | DNF | DNF | 0       |
| 27   | P. Ghinzani     | Osella-Alfa Romeo           | 12  | 9   | NC  | DNQ | DNF | DNF | 15  | DNF |     |     |     |     |     |     |     |     | 0       |
| 27   | P. Ghinzani     | Toleman-Hart                |     |     |     |     |     |     |     |     |     | DNS | DNF | DNS | DNF | DNF | DNF | DNF | 0       |
| 28   | P. Alliot       | RAM-Hart                    | 9   | DNF | DNF | DNQ | DNF | DNF | DNF | DNF | DNF | DNF | DNF | DNF | DNF | DNF |     |     | 0       |
| 29   | J. Palmer       | Zakspeed                    |     | DNF | DNS | 11  |     |     | DNF | DNF | DNF | DNF | DNF |     |     |     |     |     | 0       |
| 30   | M. Winkelhock   | RAM-Hart                    | 13  | NC  | DNF | DNQ | DNF | DNF | 12  | DNF | DNF |     |     |     |     |     |     |     | 0       |
| 31   | T. Fabi         | Toleman-Hart                |     |     |     | DNF | DNF | DNF | 14* | DNF | DNF | DNF | DNF | 12  | DNF | DNF | DNF | DNF | 0       |
| —    | C. Danner       | Zakspeed                    |     |     |     |     |     |     |     |     |     |     |     |     | DNF | DNF |     |     | 0       |
| —    | K. Acheson      | RAM-Hart                    |     |     |     |     |     |     |     |     |     | DNF | DNQ | DNF |     |     |     |     | 0       |
| —    | M. Baldi        | Spirit-Hart                 | DNF | DNF | DNF |     |     |     |     |     |     |     |     |     |     |     |     |     | 0       |
| —    | A. Jones        | Lola-Hart                   |     |     |     |     |     |     |     |     |     |     |     | DNF |     | DNF | DNS | DNF | 0       |
| —    | F. Hesnault     | Brabham-BMW                 | DNF | DNF | DNF | DNQ |     |     |     |     |     |     |     |     |     |     |     |     | 0       |
| —    | F. Hesnault     | Renault                     |     |     |     |     |     |     |     |     | DNF |     |     |     |     |     |     |     | 0       |

| Legende  | Legende            | Legende                                                          |
| Farbe    | Abkürzung          | Bedeutung                                                        |
| -------- | ------------------ | ---------------------------------------------------------------- |
| Gold     | –                  | Sieg                                                             |
| Silber   | –                  | 2. Platz                                                         |
| Bronze   | –                  | 3. Platz                                                         |
| Grün     | –                  | Platzierung in den Punkten                                       |
| Blau     | –                  | Klassifiziert außerhalb der Punkteränge                          |
| Violett  | DNF                | Rennen nicht beendet (did not finish)                            |
| Violett  | NC                 | nicht klassifiziert (not classified)                             |
| Rot      | DNQ                | nicht qualifiziert (did not qualify)                             |
| Rot      | DNPQ               | in Vorqualifikation gescheitert (did not pre-qualify)            |
| Schwarz  | DSQ                | disqualifiziert (disqualified)                                   |
| Weiß     | DNS                | nicht am Start (did not start)                                   |
| Weiß     | WD                 | zurückgezogen (withdrawn)                                        |
| Hellblau | PO                 | nur am Training teilgenommen (practiced only)                    |
| Hellblau | TD                 | Freitags-Testfahrer (test driver)                                |
| ohne     | DNP                | nicht am Training teilgenommen (did not practice)                |
| ohne     | INJ                | verletzt oder krank (injured)                                    |
| ohne     | EX                 | ausgeschlossen (excluded)                                        |
| ohne     | DNA                | nicht erschienen (did not arrive)                                |
| ohne     | C                  | Rennen abgesagt (cancelled)                                      |
| ohne     | keine WM-Teilnahme |                                                                  |
| sonstige | P/fett             | Pole-Position                                                    |
| sonstige | 1/2/3/4/5/6/7/8    | Punktplatzierung im Sprint-/Qualifikationsrennen                 |
| sonstige | SR/kursiv          | Schnellste Rennrunde                                             |
| sonstige | *                  | nicht im Ziel, aufgrund der zurückgelegten Distanz aber gewertet |
| sonstige | ()                 | Streichresultate                                                 |
| sonstige | unterstrichen      | Führender in der Gesamtwertung                                   |

### Konstrukteurswertung

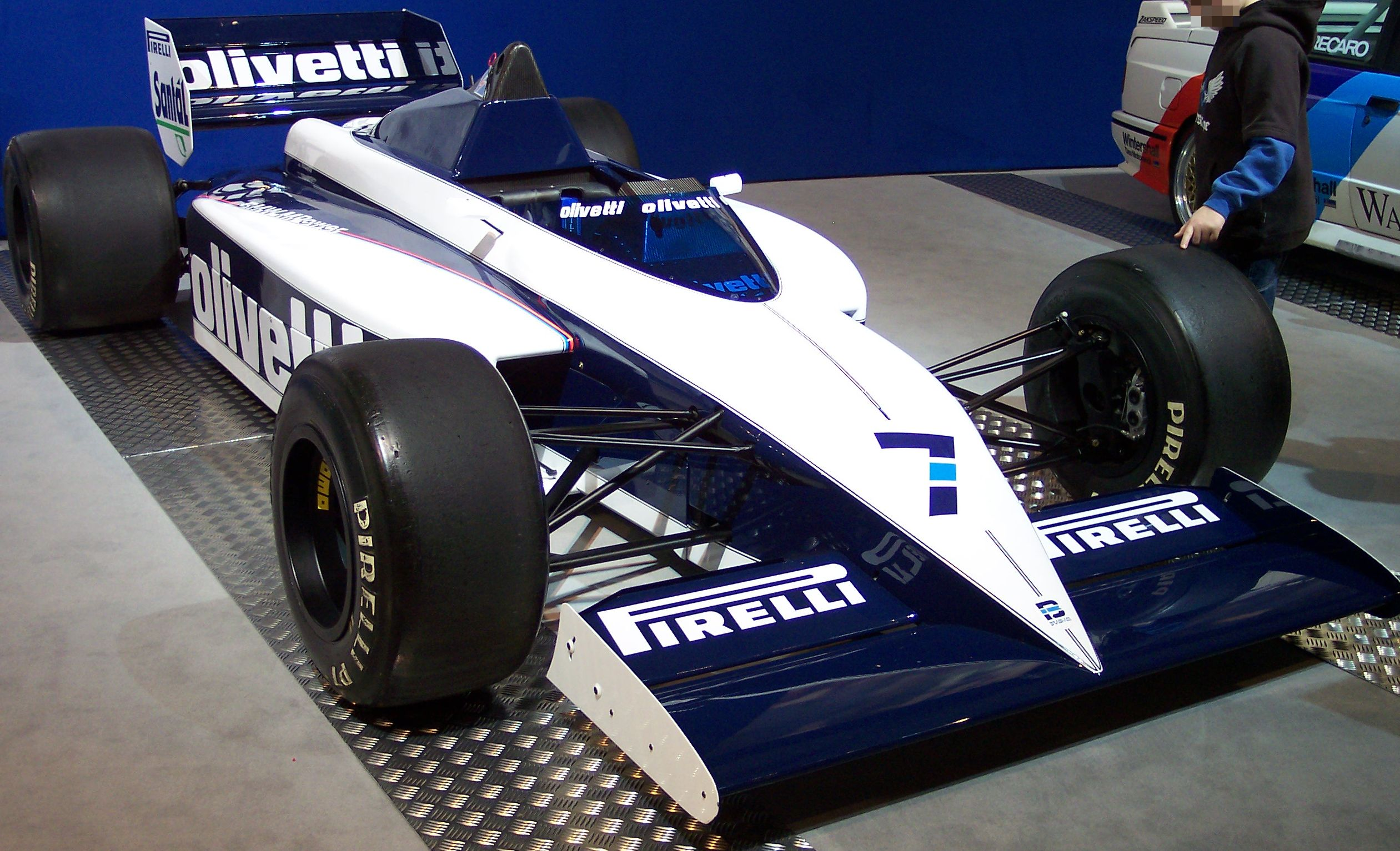
Brabham BT54 BMW Turbo von 1985

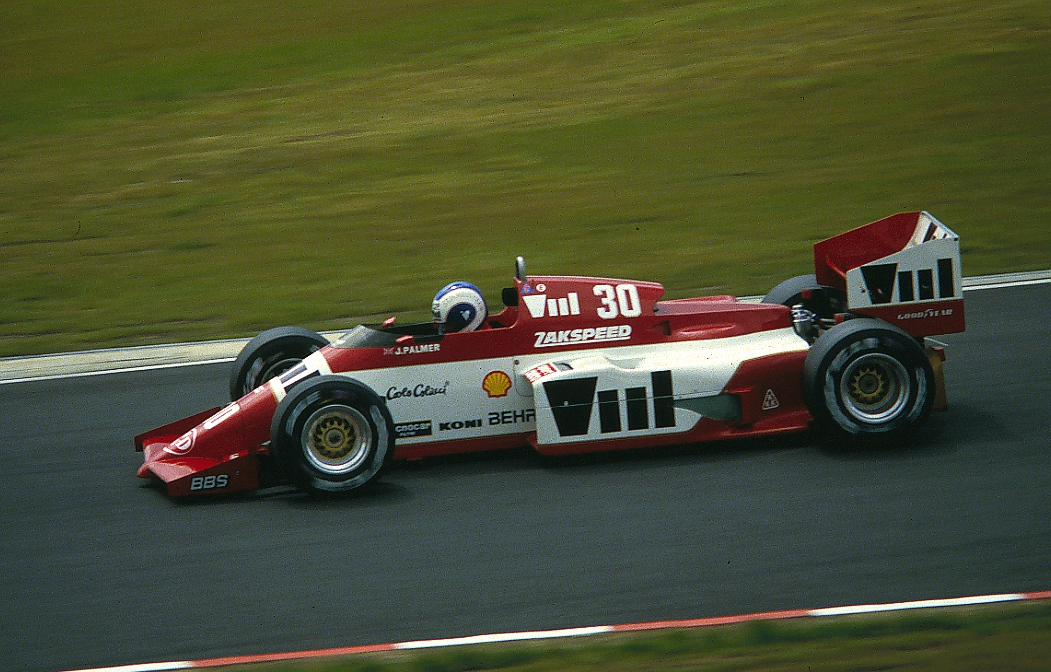
Zakspeed war das einzige Team mit deutscher Lizenz.

| Pos. | Konstrukteur           | Punkte |
| ---- | ---------------------- | ------ |
| 1    | McLaren-TAG-PorscheT   | 90     |
| 2    | FerrariT               | 82     |
| 3    | Williams-HondaT        | 71     |
| 4    | Lotus-RenaultT         | 71     |
| 5    | Brabham-BMWT           | 26     |
| 6    | Ligier-RenaultT        | 23     |
| 7    | RenaultT               | 16     |
| 8    | Arrows-BMWT            | 14     |
| 9    | Tyrrell-Ford/-RenaultT | 7      |

| Pos. | Konstrukteur                  | Punkte |
| ---- | ----------------------------- | ------ |
| 10   | Osella-Alfa RomeoT            | 0      |
| 11   | Minardi-Ford/-Motori ModerniT | 0      |
| 12   | Alfa RomeoT                   | 0      |
| 13   | RAM-HartT                     | 0      |
| 14   | ZakspeedT                     | 0      |
| 15   | Toleman-HartT                 | 0      |
| —    | Spirit-HartT                  | 0      |
| —    | Lola-HartT                    | 0      |

T = Turbomotor

## Kurzmeldungen Formel 1
- Ayrton Senna gewann in seinem 16. Grand Prix, in Estoril, seinen ersten Grand Prix.
- Innerhalb eines Monats starben Manfred Winkelhock und Stefan Bellof bei Unfällen mit Porsche-Gruppe-C-Sportwagen. Stefan Bellof verunglückte in Spa nach einer Kollision mit Jacky Ickx und Manfred Winkelhock in Mosport (Kanada).
- McLaren-Porsche wurde mit Alain Prost zum zweiten Mal Formel-1-Weltmeister; für Prost war es der erste Titelgewinn.
- ATS stieg aus der Formel 1 aus.
- Niki Lauda hörte zum zweiten Mal auf.
- Brabham feierte den letzten Sieg in der Formel 1.
- Zum vorerst letzten Mal in der Geschichte der Formel 1 wurde ein Grand Prix an einem Samstag ausgetragen. Erst in der Saison 2024 fand mit dem Grand Prix von Bahrain wieder ein Rennen samstags statt.